# Preparált zongora
A preparált zongora olyan zongora, melynek húrjaira vagy a húrjai közé a hangzás megváltoztatása céljából különböző tárgyakat (csavarokat, gumit, fadarabot stb.) helyeznek. A zeneszerző a preparálás módját pontosan előírja a kottában. Az 1930-as évek közepén kezdett John Cage foglalkozni a preparált zongora lehetőségeivel, példáját követve az 1950-es években terjedt el Európában.
1938-ban, mikor megalapítja saját ütősegyüttesét, ezzel párhuzamosan kitalálja a preparált zongora ötletét: a hangszer húrjai közé különböző fém, fa, műanyag tárgyakat helyez; a két kéz játékával egyidejűleg számos ütőhangszerszerű hangzás csalható így elő a zongorából. A hangszer megváltozott hangja a jávai gamelán együttesek gongjaira emlékeztet.
Ez az újítása sok más egyéb mellett fontos szerepet játszik a free dzsessz-ben is. Magyarországon példának okáért Szabados György és Binder Károly alkalmazza előszeretettel ezt az új hangszert.

## Cage Interlúdiumok és szonáták című ciklusa
A mű maga 1946 és 1948 között keletkezett (előkészített) preparált zongorára, melynek húrjai közé különféle gumi-, illetve fémdarabokat helyeztek, hogy a klasszikus hangzást megváltoztassák. Először Maro Ajemian játszotta a művet 1949. január 11-én. A munka a keleti bölcselet zenei foglalata, a hindu esztétikán alapszik, s a művet nagyban befolyásolta, hogy Cage ez idő tájt Ananda K. Coomaraswamy munkáit olvasta. A kilenc állandó, fő, központi érzést zenésíti meg, a fehér érzések (hősiesség, erotika, gyönyörűség, öröm) és a fekete érzések (félelem, szorongás, bánat, harag, undor) harcaként az emberi lélek teljessége sejlik fel előttünk. A 16 szonátát 4 közjáték teszi még izgalmasabbá.

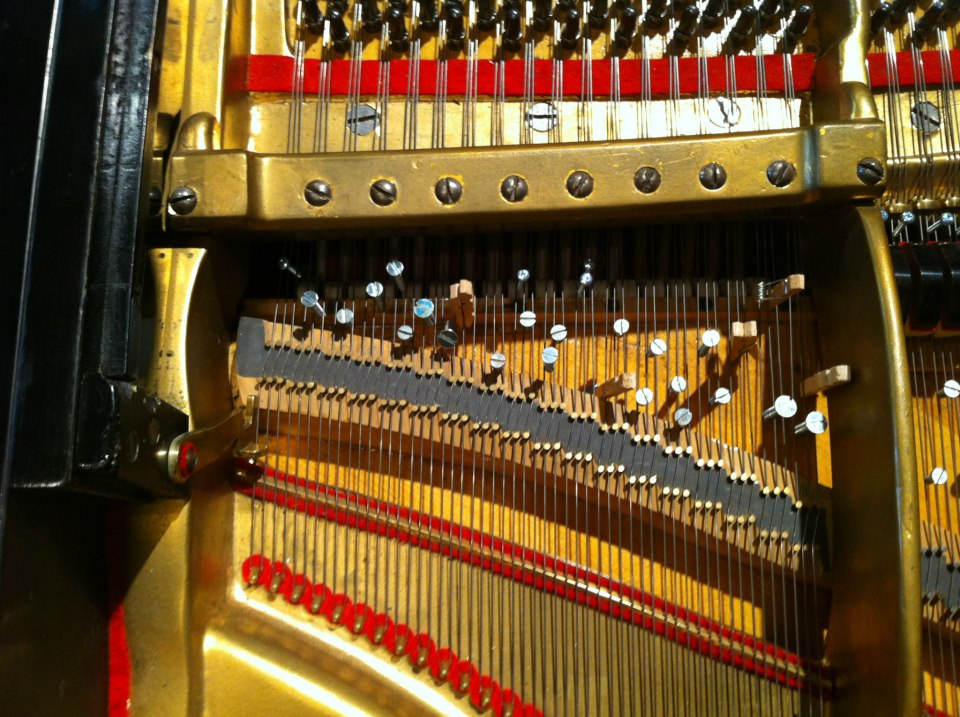
Nagy Ákos Chiaroscuro c. művének preparált zongorája

## Concerto preparált zongorára és zenekarra
A Concerto 1950-51-ben készült. Cage a kompozíció szerkezetét rögzített és szabadon formálható elemekből alakította ki. Mint minden preparált zongorára készült darabnál, ennél a kompozíciónál is élesen elválik egymástól a rögzített kottakép és a valóságosan felhangzó zene, hiszen a kottában lejegyzett hangmagasságok egy részét a preparációnak köszönhetően nem a lejegyzett magasságban halljuk. A kotta ebben az esetben valóban csak egy tervrajz, egy sajátos kód, amely nem azonos a zenével.

## Más szerzők művei preparált zongorára
- Vidovszky László - Kettős (1972) két preparált zongorára
- Vidovszky László - Schroeder halála (1975) zongorára és 2–3 asszisztensre
- Arvo Pärt - Tabula Rasa (1977)
- Vidovszky László - 405 (1979) preparált zongorára és kamaraegyüttesre
- Weber Kristóf - Kaiserschnitt (1994) mágnessel preparált zongora
- John Wolf Brennan - The Well-Prepared Clavier (1998)
- Richard D. James, aka Aphex Twin - Drukqs (2001) computer kontrollálta piano
- Soós András - Open dialogue 3. változat hegedűre, gordonkára és preparált zongorára
- Dargay Marcell - First Words After The Last (2008)
- Nagy Ákos - Chiaroscuro (2012) eredetileg ütőhangszeres kvintettre/szeksztettre, később preparált zongorára is  (ingyenesen letölthető)
- Zarándy Ákos - Pe-log in klarinét, preparált zongora (2012)
- Paul Cecchetti - Breathnach

## Külső hivatkozások
- John Cage: A csend (Válogatta Wilhelm András), Jelenkor Kiadó, Pécs, 1994. ISBN 963-7770-83-6
- Michael Nyman: Experimentális zene. Cage és utókora (Brian Eno előszavával), Magyar Műhely, Budapest, 2005.
- Thom Holmesː Electronic and Experimental Music: Technology, Music, and Culture, Taylor & Francis, 2008. ISBN 020-3929-59-4, 978-0203-929-59-9